# John Diehl
John Diehl (* 1. Mai 1950 in Cincinnati, Ohio) ist ein US-amerikanischer Schauspieler.

## Leben
Diehl ist verheiratet mit der Sängerin Julie Christensen und lebt derzeit in Ojai, Kalifornien. Er hat einen Sohn (* 1993). Bekannt wurde Diehl durch die Nebenrolle als Larry Zito neben Filmpartner Michael Talbott als Stanley Switek in Miami Vice. Seit 1980 wirkte Diehl an mehr als 120 Film- und Fernsehproduktionen mit.

## Filmografie (Auswahl)

### Filme
- 1981: Die Klapperschlange (John Carpenter’s Escape from New York)
- 1981: Ich glaub’ mich knutscht ein Elch! (Stripes)
- 1984: Angel
- 1987: Walker
- 1990: The Dark Side of the Moon
- 1992: Meh’ Geld (Mo’ Money)
- 1993: Gettysburg
- 1993: Falling Down – Ein ganz normaler Tag (Falling Down)
- 1994: Der Klient (The Client)
- 1994: Stargate
- 1995: Nixon
- 1995: Buffalo Girls
- 1995: Mindripper (The Outpost)
- 1996: Die Jury (A Time to Kill)
- 1996: Foxfire
- 1996: Pick Up – Das Mädchen und der Cowboy (Ruby Jean and Joe)
- 1997: America’s Most Wanted (Most Wanted)
- 1997: Con Air
- 1998: Monument Ave. (Snitch)
- 1999: Am Ende der Gewalt (The End of Violence)
- 1999: Überall, nur nicht hier (Anywhere But Here)
- 2000: Lost Souls – Verlorene Seelen (Lost Souls)
- 2000: Fail Safe – Befehl ohne Ausweg (Fail Safe)
- 2001: Pearl Harbor
- 2001: Jurassic Park III
- 2004: Land of Plenty
- 2006: Jesse Stone: Totgeschwiegen (Jesse Stone: Death in Paradise)
- 2006: The Far Side of Jericho
- 2006: The House Is Burning
- 2008: The Lucky Ones
- 2012: Apartment 1303

### Fernsehen
- 1981: Polizeirevier Hill Street (Hill Street Blues)
- 1984–1987: Miami Vice
- 1995: Amanda und der Außerirdische (Amanda & the Alien)
- 2002–2005: The Shield – Gesetz der Gewalt (The Shield)
- 2005–2006: Point Pleasant
- 2011: Rizzoli & Isles (Episode 2x08)
- 2011: Burn Notice: The Fall of Sam Axe